# Lena Videkull
Lena Mari Anette Videkull (9 de dezembro de 1962) é uma ex-futebolista profissional sueca que atuava como atacante.

## Carreira
Lena Videkull fez parte do elenco da Seleção Sueca de Futebol Feminino, nas Olimpíadas de 1996, ela marcou um gol no evento. 